# Leipzig Hauptbahnhof
Leipzig Hauptbahnhof (Leipzig Hbf) is een spoorwegstation in Leipzig en is met een oppervlakte van 83.640 m² qua grondoppervlak het grootste kopstation van Europa. Er zijn ongeveer 150.000 reizigers per dag. Het station heeft 24 sporen.
Rond 1859 ontwikkelde Leipzig zich al tot een knooppunt van spoorwegen. In de jaren 1837-1839 was de spoorlijn Leipzig - Dresden aangelegd. Daarna volgden spoorlijnen richting onder andere Maagdenburg, Halle en Erfurt. De treinstations van deze spoorlijnen lag aan de noordzijde van de stad. Aan de zuidoostzijde van de stad lag een station voor vervoer richting Beieren en Eilenburg.

## Tot 1907
Tussen 1871 en 1899 groeide het inwonertal van Leipzig van 107.000 tot 450.000. Het aantal reizigers groeide hard mee. Door de ligging van de zes verschillende stations, moesten treinstellen continu verplaatst worden. Vanwege de concurrentie tussen de verschillende spoorwegondernemingen, werd er niet over samenwerking gesproken. Om dit toch in werking te stellen, werden enkele onderdelen van de spoorbedrijven overgenomen door de staat. Hierdoor werd het mogelijk om grotere projecten te financieren.
De spoorwegen werden verder gestandaardiseerd en er kwamen meer stations, zowel voor personenvervoer als goederenvervoer. De bestaande stations zouden eveneens vervangen worden door één gezamenlijk station.

## Huidig station
Het gezamenlijke station werd in 1915 opgeleverd. In de Tweede Wereldoorlog werd het station verder uitgebreid, maar werd het later in de oorlog bij meerdere bombardementen beschadigd.
In de jaren negentig van de vorige eeuw is onder het stationsgebouw een winkelcentrum gebouwd. Op 15 december 2013 is de City-Tunnel Leipzig in gebruik genomen. Deze loopt onder het station en het centrum van Leipzig door en verzorgt een verbinding tussen het Hauptbahnhof en het weer in gebruik genomen Bayerische Bahnhof. De tunnel wordt voornamelijk gebruikt door de S-bahn-treinen en enkele andere treinen. Het merendeel van de regionale treinen, intercity's en ICE's blijft de kopsporen gebruiken.

## Treindienst

### Lange afstandstreinen
| Lijnnummer              | Route | Frequentie (min) | Vervoerder     |
| ----------------------- | --- | ---------------- | -------------- |
| ICE 11                  | Berlin – Lutherstadt Wittenberg – Leipzig – Erfurt – Frankfurt am Main – Stuttgart – Augsburg – München | 120              | DB Fernverkehr |
| ICE 28                  | Hamburg – Berlin – Lutherstadt Wittenberg – Leipzig – Erfurt – Bamberg – Erlangen – Nürnberg – München | 120              | DB Fernverkehr |
| ICE 50                  | Dresden – Riesa – Leipzig – Erfurt – Eisenach – Fulda – Frankfurt (Main) Hbf – Frankfurt (Main) Flughafen – Mainz – Wiesbaden | 120              | DB Fernverkehr |
| IC 17                   | (Warnemünde –) Rostock – Waren – Neustrelitz – Oranienburg – Berlin-Gesundbrunnen – Berlin Hbf – Berlin Südkreuz – Lutherstadt Wittenberg – Bitterfeld – Leipzig – Halle (Saale) – Naumburg (Saale) – Jena – Saalfeld – Lichtenfels – Bamberg – Erlangen – Fürth – Nürnberg – Regensburg – Straubing – Plattling – Passau – Schärding – Wels – Linz – St. Pölten – Wien Meidling – Wien Hbf | 1x per dag       | DB Fernverkehr |
| IC 51                   | Leipzig – Naumburg (Saale) – Weimar – Erfurt – Kassel-Wilhelmshöhe – Dortmund – Duisburg – Düsseldorf – Köln | enkele treinen   | DB Fernverkehr |
| IC 55                   | Dresden – Riesa – Leipzig – Halle (Saale) – Magdeburg – Braunschweig – Hannover – Bielefeld – Dortmund – Wuppertal – Köln | 120              | DB Fernverkehr |
| IC 56                   | Leipzig – Halle (Saale) – Magdeburg – Braunschweig – Hannover – Bremen – Oldenburg – Leer – Emden – Norddeich Mole | 120              | DB Fernverkehr |
| IC 61                   | Leipzig – Naumburg (Saale) – Jena – Saalfeld (Saale) – Lichtenfels – Nürnberg – Aalen – Schorndorf – Stuttgart – Pforzheim – Karlsruhe | 1x per dag       | DB Fernverkehr |
| FLX 35                  | Leipzig – Berlin Südkreuz – Berlin Hbf – Berlin-Spandau – Hamburg Hbf | 1 à 2 x per week | Flixtrain      |
| Stand: 12 december 2021 | |                  |                |

### Regionale treinen
Regionale treinen rijden in alle richtingen rondom Leipzig. Deze rijden meestal één keer per uur of één keer per twee uur.

### S-bahn
| Serie | Treinsoort                                 | Route | Bijzonderheden                  |
| ----- | ------------------------------------------ | --- | ------------------------------- |
| S 1   | S-Bahn Mitteldeutschland (DB Regio Südost) | Leipzig Miltitzer Allee – Leipzig Hbf – Leipzig-Stötteritz                                                   |                                 |
| S 2   | S-Bahn Mitteldeutschland (DB Regio Südost) | [ Dessau Hbf – ] / [ Jüterbog – Lutherstadt Wittenberg Hbf – ] Bitterfeld – Leipzig Hbf – Leipzig-Stötteritz |                                 |
| S 3   | S-Bahn Mitteldeutschland (DB Regio Südost) | Halle-Nietleben – Halle (Saale) Hbf – Leipzig Hbf – Wurzen – Oschatz                                         |                                 |
| S 4   | S-Bahn Mitteldeutschland (DB Regio Südost) | Hoyerswerda – Torgau – Leipzig Hbf – Markkleeberg-Gaschwitz                                                  |                                 |
| S 5   | S-Bahn Mitteldeutschland (DB Regio Südost) | Halle (Saale) Hbf – Leipzig/Halle Flughafen – Leipzig Hbf – Altenburg – Zwickau Hbf                          | Wordt versterkt door S5X        |
| S 5X  | S-Bahn Mitteldeutschland (DB Regio Südost) | Halle (Saale) Hbf – Leipzig/Halle Flughafen – Leipzig Hbf – Altenburg – Zwickau Hbf                          |                                 |
| S 6   | S-Bahn Mitteldeutschland (DB Regio Südost) | Leipzig Messe – Leipzig Hbf – Borna (b Leipzig) – Geithain                                                   | Rijdt 1x/uur door naar Geithain |

## Spoor 24
Op spoor 24 werd een kleine tentoonstelling van historisch spoorwegmaterieel ingericht.

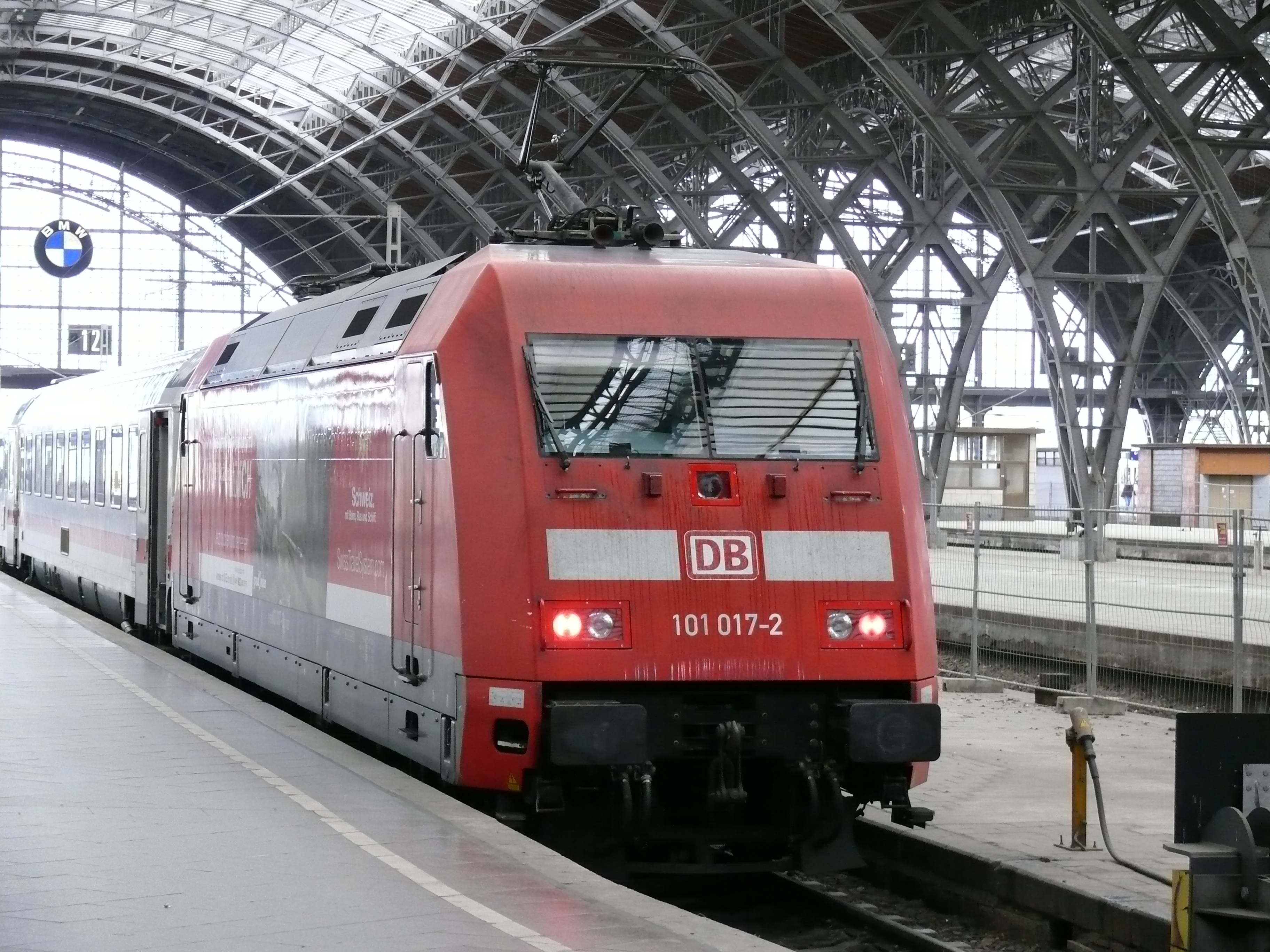
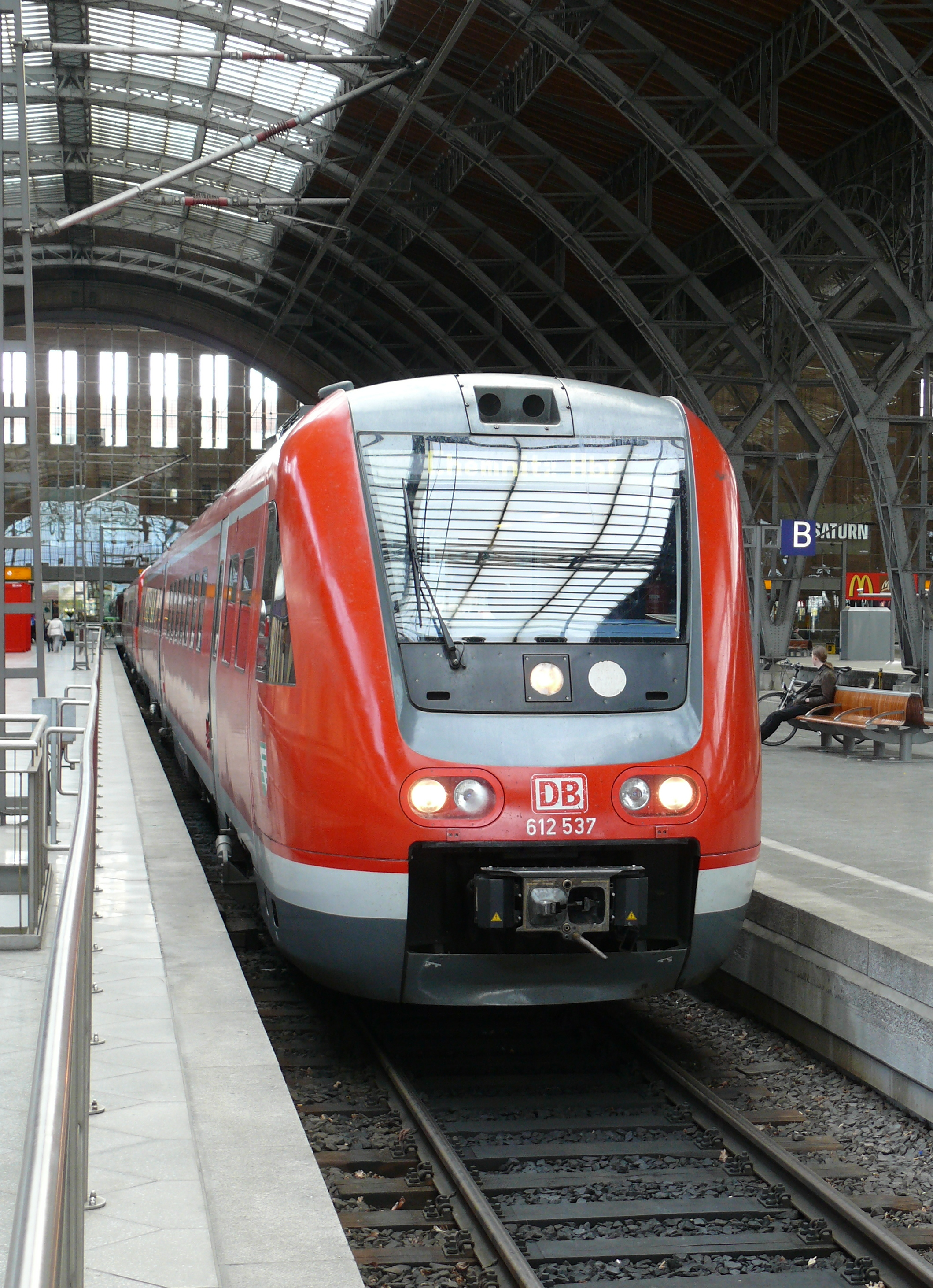
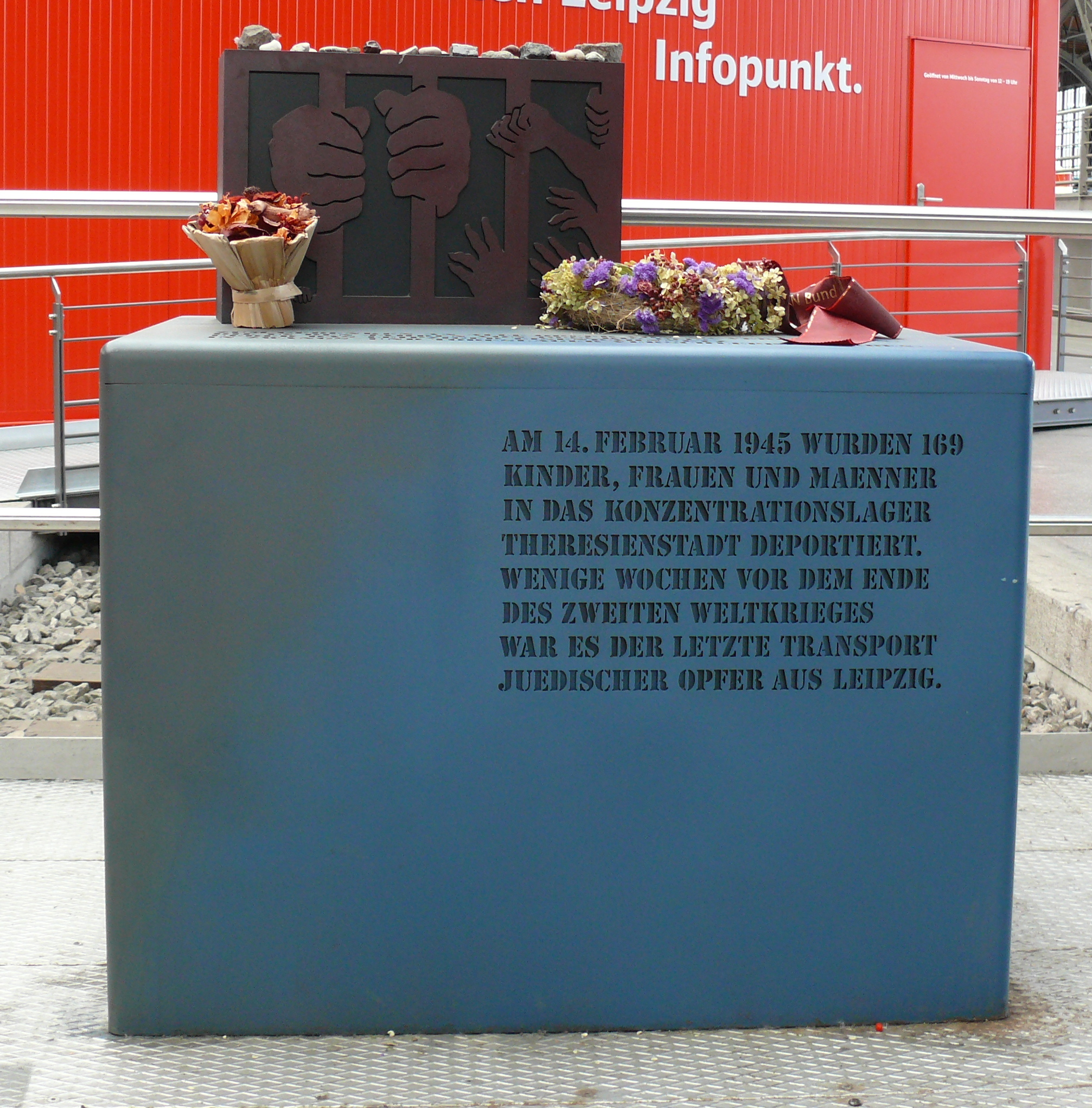
gedenkplaat voor de Joodse slachtoffers
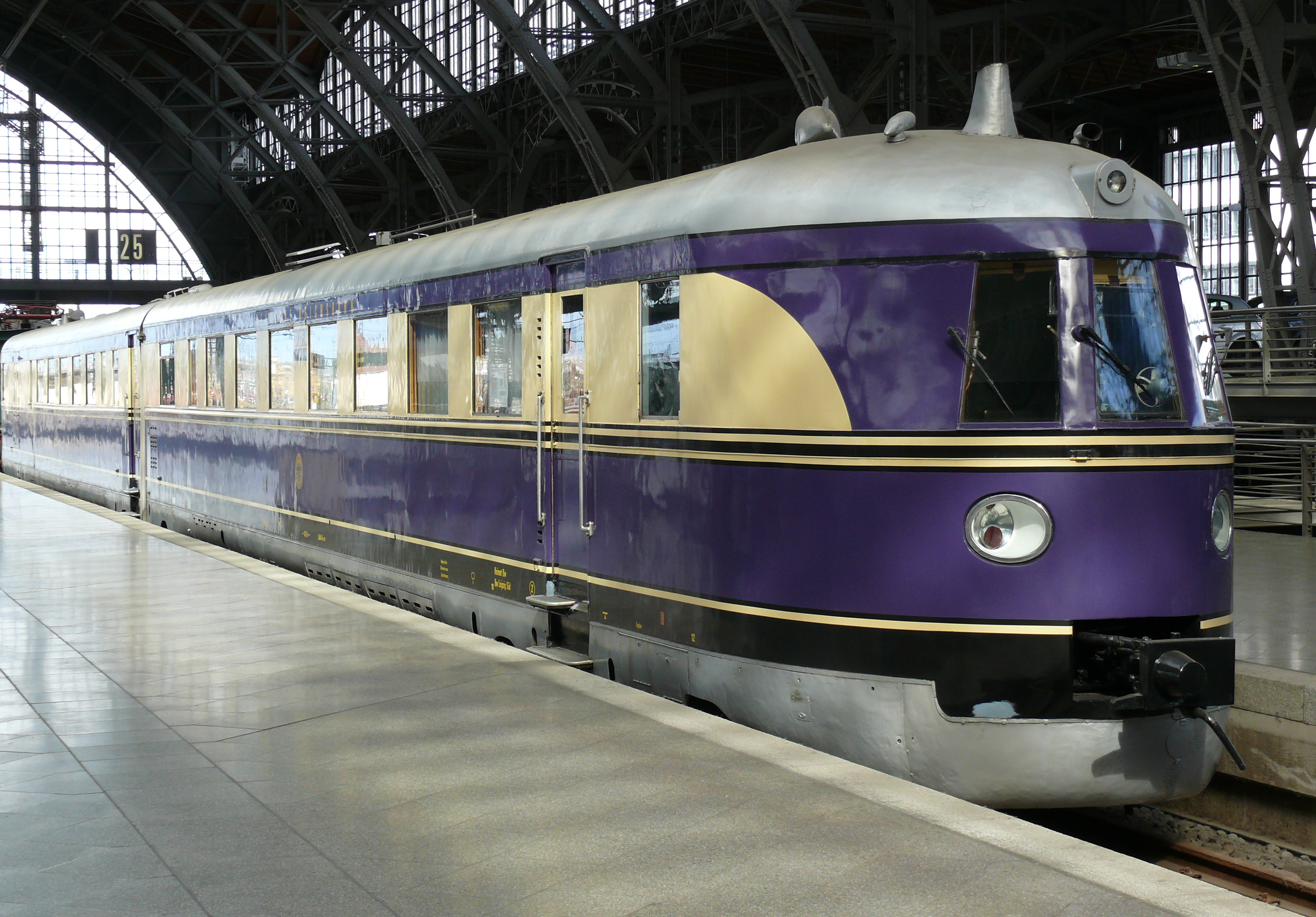